# Scopula mannerheimaria
Scopula mannerheimaria är en fjärilsart som beskrevs av Nicolas Grigorevich Erschoff 1871. Scopula mannerheimaria ingår i släktet Scopula och familjen mätare. Inga underarter finns listade.